# Cyrtandra reinwardtii
Cyrtandra reinwardtii là một loài thực vật có hoa trong họ Tai voi. Loài này được (C.B.Clarke) Bakh.f. mô tả khoa học đầu tiên năm 1949.